# George Dickie
George Dickie (Palmetto, Florida; 1926 - 2020) fue un profesor emérito estadounidense de Filosofía de la Universidad de Illinois en Chicago. Especializado en la estética, la filosofía del arte y las teorías del siglo XVIII, trabajó en exclusiva en el campo de la estética y de la filosofía analítica. Fue pionero en definir el arte como un concepto abierto dentro del mundo del arte.
Su teoría institucional del arte suscita tanto entusiasmo como feroces críticas.[cita requerida]

## Biografía
Licenciado por la Universidad el Florida en 1949, obtuvo un doctorado por la Universidad de California en Los Ángeles en 1959 con una tesis sobre la teoría ética del filósofo irlandés Francis Hutcheson, tras lo cual trabajó para la Universidad de Houston, la Universidad Estatal de Washington, en la Universidad de Edimburgo y en la Universidad de Illinois en Chicago donde permaneció hasta su jubilación entre 1994 y 1995. Fue becario Guggenheim en 1978.
Ocupó el cargo de Presidente de la Asociación de Filosofía de Illinois (Illinois Philosophy Association) entre 1990 y 1991, y presidente de la Sociedad Americana de Estética (American Society for Aesthetics) entre 1993 y 1994.
Como filósofo trabajó en el campo de la teoría analítica. En 1996 se publica The Century of Taste, una de sus obras más influyentes sobre los trabajos de los filósofos del siglo XVIII. La mayor parte de la obra defiende las teorías de David Hume sobre la obra de Immanuel Kant.
La mayor parte de su obra ha pasado desapercibida al no haber sido traducida.

## Teoría del arte
Basado en los estudios críticos de las teorías clásicas sobre la experiencia estética, las actitudes y la percepción, llegó a la conclusión de que el arte en sí mismo no se puede determinar con referencia a los estados mentales u otras percepciones directas, sugiriendo en cambio que una institución sea el punto de partida para determinar el arte. Considera que una obra de arte es un elemento al que un grupo de expertos ha dado dicho el estatus. De acuerdo con Arthur Coleman Danto, la teoría de Dickie implica una elite independiente.
El concepto de obra de arte, DIckie lo tomó de Arthur C. Danto. Según Danto, Dickie fue el fundador de la teoría institucional de arte: «la teoría institucional del arte [...] como si fuera un malentendido creativo de mis escritos». También Danto entiende su teoría del arte como una teoría institucional, pero a diferencia de Dickie lo entiende constituido por una asociación libre de individuos que participan en un discurso de las razones,  que transfiere el estado del arte las cosas.
Comparó la concesión del estatus de arte a un acto de bautismo sujeto a ciertas convenciones. Distinguió las convenciones primarias, que requieren que los artistas y el público participen o se involucren de la actividad artística; y las secundarias que determinan como se presentan las obras de arte.

## Obras
Sus obras son:
- Aesthetics: An Introduction (Pegasus, 1971)
- Art and the Aesthetic: An Institutional Analysis (Cornell University Press, 1974)
- The Art Circle (Haven Publications, 1984) (versión española: El círculo del arte, Paidós)
- The Century of Taste (Oxford Press, 1996)
- Evaluating Art (Temple University Press, 1988)
- Art and Value (Blackwell, 2001)